# Новороссийская операция (1943)
Новоросси́йская деса́нтная опера́ция — оперативный десант, высаженный 10—16 сентября 1943 года силами Черноморского флота в Новороссийский порт в ходе Новороссийско-Таманской наступательной операции Великой Отечественной войны.

## План операции
Замыслом Новороссийско-Таманской операции предусматривалось окончательное освобождение от противника всего Таманского полуострова. Новороссийск оценивался как ключ к обороне немецко-румынской 17-й армии на Таманском полуострове. С момента оккупации Новороссийска в августе 1942 года он оставался прифронтовым городом и, будучи сам по себе труднодоступен для наступавших войск, дополнительно очень тщательно укреплялся противником. На подступах к нему были созданы пять линий траншей и семь рядов проволочных заграждений, система дотов и дзотов, противотанковые и противопехотные минные поля. В черте города было построено более 500 оборонительных сооружений, установлено до 30 000 мин и фугасов. Подходы с моря прикрывались береговой артиллерией, миномётными и пулемётными точками. Вход в порт преграждали боно-сетевые и минные заграждения. В районе города занимали оборону 5 пехотных дивизий и несколько отдельных частей 5-го армейского корпуса генерала пехоты Карла Альмендингера 17-й армии (командующий генерал инженерных войск Эрвин Йенеке) группы армий «А» (командующий генерал-фельдмаршал Эвальд фон Клейст).
Советское командование Северо-Кавказского фронта (командующий генерал-полковник И. Е. Петров) и Черноморского флота (командующий вице-адмирал Л. А. Владимирский) учитывали мощь вражеской обороны и неудачную попытку овладеть городом в феврале 1943 года (см. «Малая земля»). Успех удара на каком-то одном направлении был маловероятен — конфигурация оборонительных рубежей позволяла противнику быстро маневрировать силами. Естественными исходными пунктами для атаки были плацдарм «Малая земля» и с юго-восточной окраины города (со стороны Туапсинского шоссе), именно там противник ожидал наступления и создал мощную оборону. Поэтому было решено атаковать Новороссийск с трёх сторон: с Малой земли, от Туапсинского шоссе, и третий удар — с моря высадить десант непосредственно в Новороссийский порт, в середине между предыдущими ударами. В случае успеха десанта и захвата порта, под угрозу ставились тылы вражеских войск, оборонявшихся как против Малой земли, так и на Туапсинском направлении. Руководство десантной операцией ввиду её особой важности возлагалось непосредственно на командующего флотом вице-адмирала Л. А. Владимирского, командир высадки — командир Новороссийской военно-морской базы (временно базировалась в Геленджике) контр-адмирал Г. Н. Холостяков. Подготовку к операции лично контролировал народный комиссар ВМФ Н. Г. Кузнецов. Кораблям с десантом предстояло прорываться через узкий проход в порт между молами в глубоко вдающуюся в сушу Цемесскую бухту, западный берег которой был занят противником (там находилось до 40 артиллерийских и миномётных батарей, изначально подготовленных для обстрела бухты).

## Подготовка операции
Сам порт также имел мощную противодесантную оборону (минные и подводные заграждения, мощная сухопутная оборона, значительное число заранее подготовленных огневых точек). Высадка десанта в порт должна была производиться двумя эшелонами. Для высадки первого эшелона десанта были созданы три отряда, в первый из них — отряд обеспечения высадки — входили группа прорыва (7 торпедных катеров, 2 минных катера, 2 малых катера), группа атаки берега (13 торпедных катеров), группа атаки порта (6 торпедных катеров), группа прикрытия высадки с моря (6 торпедных катеров); отряд кораблей артиллерийской поддержки, отряд санитарных катеров. Непосредственно высадку производили 120 боевых и вспомогательных катеров, 28 моторных баркасов и десантных ботов. Все корабли высадки заранее собирались в Геленджикской бухте, куда приходили мелкими отрядами и в одиночку, были рассредоточены по бухте и укрыты от наблюдения с воздуха.
В состав десанта включались 255-я морская стрелковая бригада, 393-й отдельный батальон морской пехоты, 1339-й стрелковый полк из состава 318-й горнострелковой дивизии 18-й армии, 290-й отдельный стрелковый полк войск НКВД (всего 6480 человек, 41 орудие, 147 миномётов, 53 станковых пулемёта). На юго-восточном берегу Цемесской бухты была создана мощная артиллерийская группировка для непосредственной артиллерийской поддержки десанта: 161 орудие из состава артиллерии 18-й армии и 47 орудий Новороссийской ВМБ. Общая численность артиллерии привлекавшихся для поддержки десанта сил составила до 800 орудий и 227 установок реактивной артиллерии. Также была заранее создана специальная авиагруппа, действовавшая исключительно в интересах десанта (148 самолётов из ВВС флота и из 4-й воздушной армии — 58 истребителей, 36 штурмовиков, 54 бомбардировщика). Силы и средства для операции были подготовлены в целом достаточные, с учётом мощного характера вражеской обороны и исходя из сложности решаемых десантом задач. Сильной стороной была подготовка личного состава: экипажи кораблей тщательно изучали район боевых действий и производили тренировки в бухтах Кавказского побережья; личный состав десантных сил был отобран заранее, выведен с передовой и также активно занимался боевой подготовкой. Разведуправлением штаба флота была организована и проведена целая серия дезинформационных мероприятий.
В ходе длительной разведки участков высадки были выявлены места расположения минных заграждений на подступах к порту, противодесантные железобетонные доты, позиции береговой артиллерии. Для уничтожения расположенных вблизи воды укреплений было решено использовать торпеды, уничтожение остальных предусматривалось сосредоточенным огнём тяжёлой артиллерии.

## Высадка десанта 10 сентября
В ночь на 10 сентября корабли десанта вышли из Геленджика. На переходе шум корабельных моторов заглушался специально выделенными самолётами, барражировавшими над немецкими позициями. По выявленным и предполагаемым наблюдательным постам противника на побережье были в это же время нанесены авиационные бомбовые удары. Демонстрационный отряд отвлекал внимание немцев путём имитации высадки десанта у Южной Озерейки, вызвав на себя огонь противника и массовые пуски осветительных ракет в том районе. В 2:44 10 сентября началась артиллерийская подготовка и авиационные удары по вражеской обороне. В 2:45 катера группы прорыва атаковали торпедами огневые точки противника на молах (выпущено 45 торпед, из которых 26 по дотам и дзотам на берегу, 10 торпед не взорвались, на моле и берегу уничтожено 19 дотов и дзотов, ещё до 10 получили повреждения, уничтожена также 1 прожекторная установка) и боно-сетевые заграждения у входа в бухту, они же высадили на молы штурмовые группы. Путь в бухту по узкому и простреливаемому проходу был открыт. Торпедные катера группы атаки берега атаковали торпедами огневые точки на побережье бухты. В 2:56 в порт ворвались торпедные катера группы атаки порта и атаковали торпедами причалы и места высадки. С 3 часов в порт стали врываться торпедные и сторожевые катера, мотоботы и мотобаркасы с частями первого эшелона десанта, высадка которого производилась до 5 часов утра.
Все эти действия производились под сильнейшим артиллерийско-миномётным и пулемётным огнём врага. Катера маневрировали среди сплошных столбов воды от разрывов снарядов, в небе одновременно находились сотни осветительных немецких ракет. Многие корабли получили попадания. Поняв, что началась десантная операция в порт, противник стал спешно стягивать к нему силы, усилил артиллерию, а с рассветом начала активно действовать его авиация. Немцам удалось сорвать высадку второго эшелона десанта (из него удалось высадить только 370 человек). Тем не менее, были созданы два плацдарма: в порту (высажено свыше 800 человек из 393-го батальона морской пехоты) и в северо-восточной части бухты у цементного завода «Красный Октябрь» (1247 бойцов из 1339-го стрелкового полка), закрепившись на котором, десантники отражали непрерывные атаки врага. Ещё несколько групп десантников из 255-й бригады морской пехоты были высажены в южной части порта, но поскольку ввиду разобщенности сил им грозило полное уничтожение, они с боем прорвались на позиции советских войск на Малой земле. Бои на плацдармах шли непрерывно, отличались крайним ожесточением, изобилуя рукопашными схватками. Личный состав проявлял массовый героизм. В этот день артиллерия противника потопила 8 советских катеров и 5 десантных ботов.
На рассвете 10 сентября перешли в наступление 8-я гвардейская и 83-я морская стрелковые бригады с Малой земли, но прорвать оборону немецкой 4-й горнострелковой дивизии и прорваться в Новороссийск они не смогли.
Несмотря на частичный срыв врагом первоначального плана операции (вместо единого плацдарма было создано два небольших и разобщённых), советское командование решило наращивать усилия в десантной операции. Такое решение было вызвано тем, что противник чрезвычайно болезненно отреагировал на неё, бросив в бой значительное число резервов и даже снимая войска с других участков фронта. В ночь на 11 сентября началась высадка второго эшелона десанта, несмотря на сильнейший огонь противника (потоплены 7 катеров). В ночном бою был полностью отбит у врага цементный завод «Пролетарий» — сильнейший узел обороны на побережье. Также десантникам удалось значительно продвинуться от цементного завода «Красный Октябрь» к посёлку Мефодиевский. Десантные части ворвались непосредственно в город и завязали уличные бои. Советская авиация завоевала господство в воздухе и активно поддерживала действия наземных войск.

## Сражение на плацдармах
12 и 13 сентября бойцы расширяли занятые плацдармы, выбивая немцев из укреплённых зданий и заводских корпусов. Корабли флота обеспечивали снабжение плацдармов, доставляли подкрепления и боеприпасы, вывозили раненых. Все рейсы выполнялись под артогнём врага, но ввиду захвата и уничтожения наиболее опасных батарей противника потерь в корабельном составе удалось избежать.
К 14 сентября смогли достичь успеха и войска 18-й армии (командующий генерал-лейтенант К. Н. Леселидзе) с туапсинского направления — после неудачных попыток прорыва в Новороссийск по побережью они нанесли охватывающий удар с севера и прорвали оборону противника. Здесь советские войска также ворвались в город, соединившись с частями десанта. Десантные части продолжали вести бой до полного освобождения города.

## Освобождение Новороссийска
В ночь на 16 сентября войска западной группы 18-й армии перешли в наступление с Малой земли, прорвали оборону противника в районе Станички и также ворвались в город. Поскольку все части врага были втянуты в жестокие сражения на улицах города и понесли к тому времени огромные потери, противодействовать этому удару противник не смог. Немецкое командование отдало приказ об оставлении Новороссийска. К 10 часам утра 16 сентября город Новороссийск был полностью освобождён. Взятие Новороссийска предрешило исход борьбы за Таманский полуостров: опасаясь наметившегося выхода советских войск от Новороссийска в тыл своей главной полосы обороны, немцы спешно стали оставлять её и отводить войска к Темрюку и Тамани.

## Итоги операции
Задачи десантной операции были выполнены: был осуществлён прорыв в насыщенную вражескими войсками и оборонительными сооружениями бухту, захвачен плацдарм, который сыграл исключительную роль в разгроме Новороссийской группировки противника.
Будучи одной из крупнейших советских десантных операций, Новороссийская десантная операция вошла в историю как одна из наиболее хорошо спланированных и подготовленных советских наступательных операций, проведённых совместно армией и флотом. Она показала, что при тщательной подготовке десантных операций возможен их успех даже на сильно укреплённом побережье. Хорошо было отработано взаимодействие всех выделенных для операции родов войск.
За успешные действия по освобождению Новороссийска 30 соединениям Северо-Кавказского фронта и 8 частям и соединениям Черноморского флота было присвоено наименование Новороссийских. Большинство участников десанта и команд кораблей прорыва были награждены орденами и медалями. Личный состав некоторых подразделений из числа высадившихся в первый день операции и пять суток ведших непрерывный бой был награждён в полном составе. Восемь человек удостоены звания Героя Советского Союза: командир 1339-го стрелкового полка подполковник С. Н. Каданчик (посмертно), заместитель командира 1339-го стрелкового полка майор А. И. Леженин (посмертно), командир 2-го дивизиона 2-й бригады торпедных катеров капитан-лейтенант А. Ф. Африканов, командир 393-го отдельного батальона морской пехоты капитан-лейтенант В. А. Ботылёв, командир роты этого батальона капитан-лейтенант А. В. Райкунов, командир 290-го отдельного стрелкового полка войск НКВД подполковник И. В. Пискарёв, командир дивизиона сторожевых катеров Охраны водного района Новороссийской военно-морской базы капитан-лейтенант Н. И. Сипягин, снайпер 393-го отдельного батальона морской пехоты старшина 1-й статьи Ф. Я. Рубахо (посмертно).
В ходе операции части десанта и корабли флота понесли значительные потери, которые были вызваны необходимостью ведения наступательного боя против исключительно сильной вражеской обороны. Все потери в кораблях флот понёс 10 и 11 сентября, тогда противник потопил артиллерийским огнём 4 сторожевых катера (СКА-025, СКА-032, СКА-064, ТКА-084), 8 торпедных катеров (ТКА-21, ТКА-71, ТКА-91, ТКА-55, ТКА-112, ТКА-122, ТКА-124, ТКА-125), три катера-тральщика (РТЩ-104, БК № 533 «Кутузов», Т-521), 5 десантных ботов (ДБ-2, ДБ-19, ДБ-22, ДБ-34, ДМБ-03); всего 20 единиц.